# Ha Ji-won
Dans ce nom coréen, le nom de famille, Ha, précède le nom personnel.
Jeon Hae-rim (hangeul: 전해림), plus connue sous son nom de scène Ha Ji-won (hangeul: 하지원) est une actrice sud-coréenne née le 28 juin 1978 en Corée du Sud.
Elle est l'une des actrices les plus recherchées en Corée du Sud, connue pour sa polyvalence dans ses rôles dans divers genres de films ou séries d'action, de comédie, dramatique et de sport. Elle est la première actrice sud-coréenne à avoir signé un contrat avec l'agence hollywoodienne United Talent Agency (UTA).

## Biographie

### Début de carrière
Jeon Hae-rim est née dans une famille de trois enfants dont l'acteur Jun Tae-soo et Jun Yoo Gyung, propriétaire de la boutique de cosmétiques Chic and Chick,. Elle a été repérée par une agence quand elle était encore lycéenne. Elle a été diplômée plus tard d'un baccalauréat en cinéma et en télévision à l'université Dankook. Depuis son enfance, elle rêvait de devenir actrice. Lorsqu'elle était au lycée, une agence l'a contactée après avoir vu sa photo dans un studio de photographie. Elle a passé une centaine d'auditions avant de faire ses débuts d'actrice. Elle a choisi Ha Ji-won comme nom de scène en référence au nom de naissance de son manager précédent qui était son premier amour.

### Carrière cinématographique
Jeon Hae-rim commence sa carrière d'actrice en 1996 avec un petit rôle dans la série télévisée Adults Don't Know. Elle a continué à jouer des rôles secondaires avant ses débuts dans le cinéma avec le film Truth Game en 2000. Elle a continué à faire des rôles secondaires dans des séries télévisées Dragon's Tears et Dangerous Lullaby en 1998 et 1999. Ce n'est qu'en 1999, avec la série télévisée School 2 où elle a joué le rôle d'un adolescente en difficulté nommée Jang Se-jin, qu'elle a finalement été reconnue par le public.

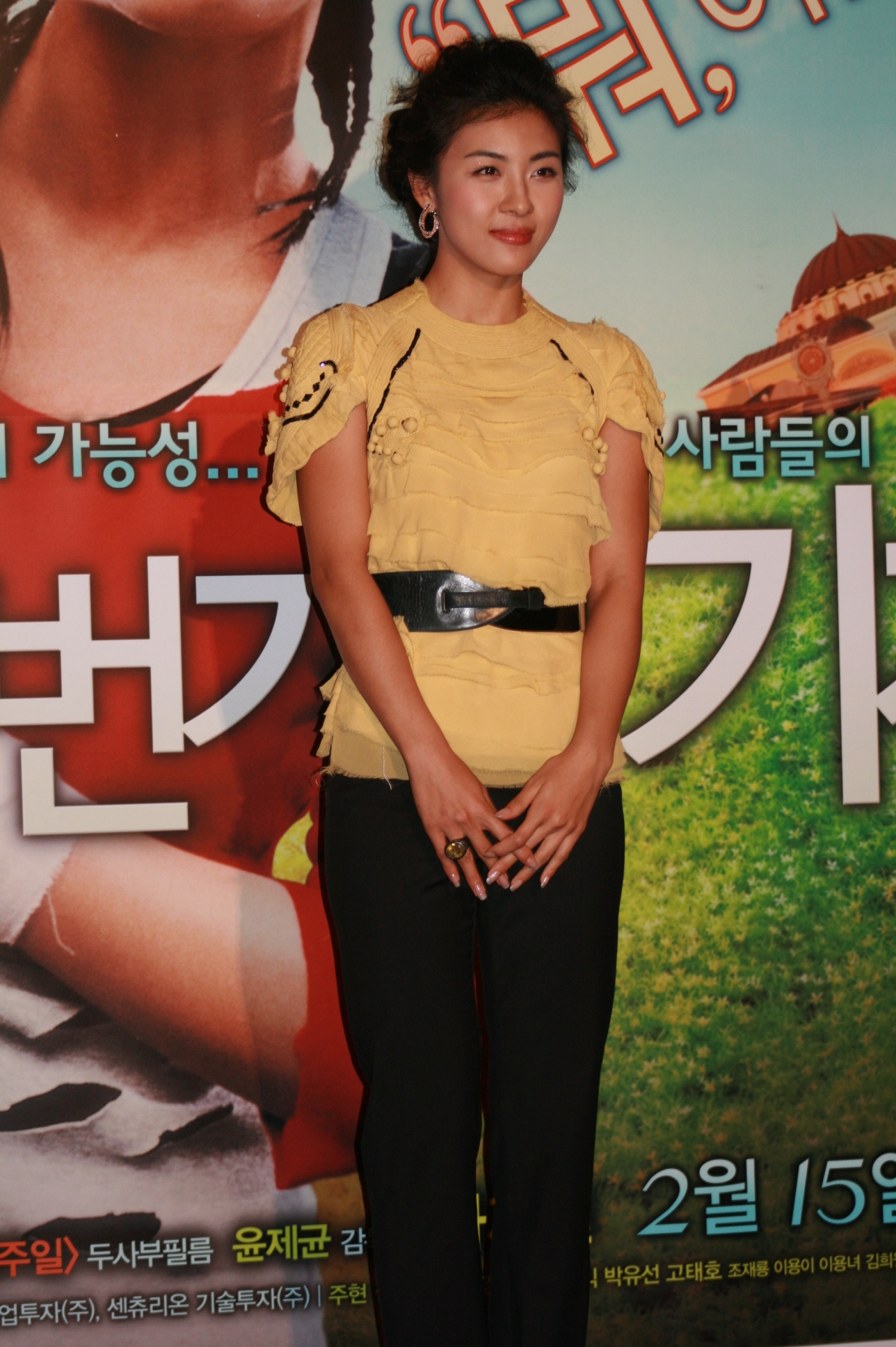
Ha Ji-won à l'avant-première du film Miracle on 1st Street 116 en 2007.

Le public asiatique la connaît comme la « reine de l'horreur » en raison de ses rôles dans les films d'horreur à succès, Nightmare et Phone. Ensuite, elle a joué dans le film Sex Is Zero, devenue la deuxième comédie ayant le plus gros succès en 2003 en Corée du Sud. Le film est basé sur la série de films de comédie américaine American Pie. La même année, elle joue dans le film Reversal of Fortune aux côtés de l'acteur Kim Seung-woo.  Le film n'a pas eu de succès auprès du public.
Sa popularité fait son abondance avec la série télévisée Damo. Elle a été félicitée pour ses efforts et a gagné le prix de la meilleure actrice lors des MBC Drama Awards 2003. La série s'est avérée être très populaire avec la communauté coréenne présente sur internet, communauté nommée les netizens (internet citizens), l'amenant à remporter le prix de popularité des internautes.
En 2004, elle a joué dans la série télé mélodramatique Something Happened in Bali, où elle a joué le rôle de Lee Soo-jung qui est coincé dans une histoire d'amour compliquée avec Jo In-sung, So Ji-sub et Park Ye-jin. La série a été un énorme succès et est toujours la série télévisée de Ha Ji-won avec la plus haute audience à ce jour.  
Elle a aussi fait son chemin vers les grands écrans avec deux films, 100 Days with Mr. Arrogant avec Kim Jae-won et Love, So Divine avec Kwon Sang-woo.  
Ensuite, en 2005, elle incarne le rôle de Cha Young-mi dans le film romantique Daddy-Long-Legs, inspiré par le roman américain Papa-Longues-Jambes écrit par Jean Webster, aux côtés de l'acteur Yeon Jung-hoon et Hyun Bin. Elle a ensuite joué dans le film d'action Duelist où elle interprète le rôle d'une détective nommé Namsoon face à l'acteur Kang Dong-won. Le film a été acclamé en France lorsqu'il a été projeté à la 8e édition du Festival du film asiatique de Deauville et a attiré l'attention des cinéastes européens sur l'actrice, la surnommant la « Perle d'Asie.» 

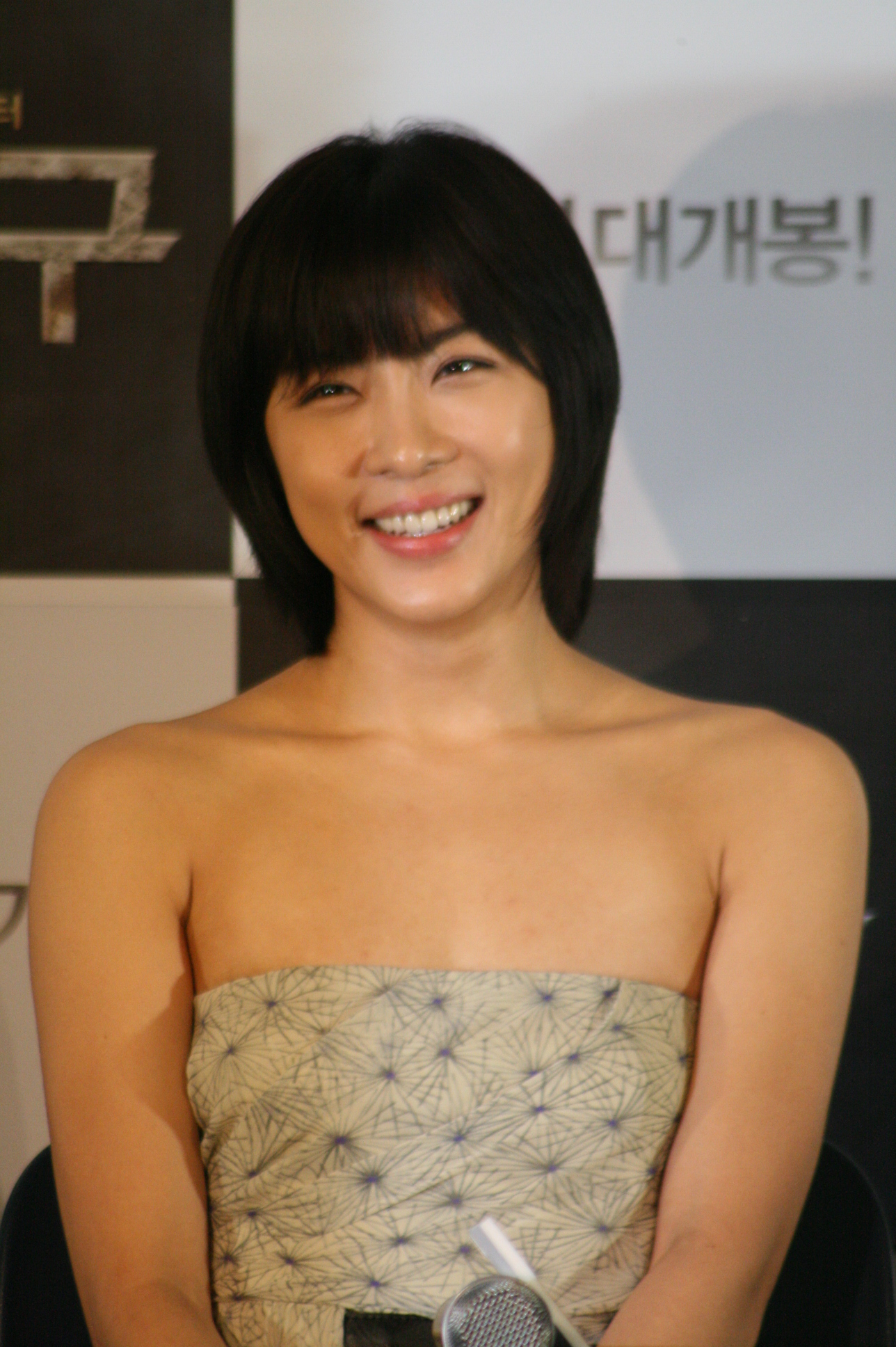
Ha Ji-won en juillet 2011.

Ha Ji-won est réunie pour la troisième fois avec le réalisateur sud-coréen Yoon Je-kyoon pour le film dramatique The Last Day où elle joue en compagnie de Sol Kyung-gu, Park Joong-hoon et Uhm Jung-hwa. 
De nouveau, elle travaille avec le réalisateur Yoon Je-kyoon et l'acteur Ahn Sung-ki dans le film d'horreur Secteur 7 en 2011. L'actrice a révélé plus tard qu'elle avait suivi un traitement psychiatrique après le tournage du film. Elle a déclaré : « Je ne pouvais pas me détacher de mon personnage.  Dans le film Secteur 7, le monstre meurt, et tous les gens que j'aime meurent et je suis la seule qui reste vivante. Je ne pouvais pas rompre avec la douleur de ce personnage depuis un certain temps.  Après la conclusion de Secteur 7, je devais commencer à travailler sur le script de Secret Garden mais je ne pouvais pas me détacher de mon personnage de Secteur 7, de sorte que la totalité de la lecture du script a été un gâchis. Je savais que je ne pouvais pas le faire toute seule, donc je cherchais de l'aide professionnelle.» Après 4 ans d'absence à la télévision, elle fait un retour très réussi par la série télévisée fantastique et romantique Secret Garden face à Hyun Bin.  Elle interprète le rôle d'une cascadeuse, Gil Ra-im. 
En 2012, on la retrouve dans le rôle de l'agent spécial nord-coréen Kim Hang-ah dans la série télévisée The King 2 Hearts. À cette occasion, elle a étudié le dialecte nord-coréen pour rendre son personnage plus réaliste. Elle interprète ensuite la joueuse de tennis de table sud-coréenne Hyun Jung-hwa, aux côtés de l'actrice Bae Doona qui incarne le rôle de la joueuse de tennis de table nord-coréenne Lee Bun-hui, dans le film dramatique As One, racontant l'histoire de la première équipe sportive de Corée unifiée qui a remporté la médaille d'or aux Championnats du monde de tennis de table de 1991 à Chiba, au Japon.  La vraie Hyun Jung-hwa a déclaré que Ha Ji-won était son premier choix pour jouer son rôle. Elle suivit une formation très intensive comme elle aimait les défis physiques de l'apprentissage du sport avec un but de raconter une histoire vraie.  Elle a également observé attentivement la parole et le langage corporel de Hyun Jung-hwa pendant sa formation, cherchant à incarner toutes ses habitudes et ses techniques de jeu. 
Ha Ji-won décide en 2013 de quitter son agence Wellmade STARM. Elle refuse les offres de contrat par d'autres agences et décide de créer à Gangnam sa propre agence, Haewadal Entertainment,, dont elle a choisi elle-même le nom. La même année, elle est la première star féminine coréenne à signer un contrat avec l'agence hollywoodienne United Talent Agency, une des plus grandes agences de talents dans le monde.
Elle incarne l'année suivante le rôle de Jin-ok aux côtés de Kang Ye-won et Song Ga-in dans le film d'action The Huntresses, inspiré en partie de la comédie Charlie's Angels.
En 2015, elle est choisie par l'acteur-réalisateur sud-coréen Ha Jung-woo à jouer le rôle de Heo Sam-gwan dans le film Chronicle of a Blood Merchant, adapté du roman chinois éponyme écrit par Yu Hua,.
Entre 2013 et 2014 elle joue le rôle principal dans la série Empress Ki, une série inspiré de faits historiques.

### Écrivaine
Ha Ji-won écrit un livre autobiographique dont le titre anglais est "This moment" en 2012. Ce livre n'a pas été traduit en anglais ni en français.

## Filmographie

### Cinéma
| Année | Film                          | Titre original                              | Réalisateur     | Rôle              | Observations                                                                                     |
| ----- | ----------------------------- | ------------------------------------------- | --------------- | ----------------- | ------------------------------------------------------------------------------------------------ |
| 2000  | Truth Game                    | 진실게임                                    | Kim Ji-yeong    | Han Da-hye        |                                                                                                  |
| 2000  | Nightmare                     | 가위                                        | Ahn Byeong-ki   | Eun-ju / Kyung-ah |                                                                                                  |
| 2000  | Ditto                         | 동감                                        | Kim Jeong-gwon  | Seo Hyeon-ji      |                                                                                                  |
| 2002  | Phone                         | 폰                                          | Ahn Byeong-ki   | Ji-Won            |                                                                                                  |
| 2002  | Sex Is Zero                   | 색즉시공                                    | Yoon Je-kyoon   | Eun-hyo           |                                                                                                  |
| 2003  | Reversal of Fortune           | 역전에 산다                                 | Park Yong-woon  | Han Ji-yeong      |                                                                                                  |
| 2004  | 100 Days with Mr. Arrogant    | 내 사랑 싸가지 My Love Ssagaji              | Shin Dong-yeop  | Kang Ha-yeong     |                                                                                                  |
| 2004  | Love, So Divine               | 신부수업                                    | Heo In-moo      | Yang Bong-hie     |                                                                                                  |
| 2005  | All for Love                  | 내 생애 가장 아름다운 일주일 My Lovely Week | Min Kyu-dong    | Yun-joo           | Caméo                                                                                            |
| 2005  | Daddy-Long-Legs               | 키다리 아저씨 Kidari ajeossi                | Gong Jeong-shik | Cha Young-mi      | Adaptation cinématographique du roman Papa-Longues-Jambes de Jean Webster                        |
| 2005  | Duelist                       | 형사                                        | Lee Myung-se    | Détective Namsoon | Adaptation cinématographique du manhwa Damo Namsoon de Bang Hak-gi                               |
| 2007  | Miracle on 1st Street         | 1번가의 기적                                | Yoon Je-kyoon   | Myung-ran         |                                                                                                  |
| 2007  | Sex Is Zero 2                 | 색즉시공 시즌 2                             | Yoon Je-kyoon   | Eun-hyo           | Caméo                                                                                            |
| 2008  | BA:BO                         | 바보 Babo Miracle of a Giving Fool          | Kim Jeong-kwon  | Ji-ho             | Adaptation cinématographique du manhwa BA:BO de Kang Full                                        |
| 2008  | His Last Gift                 | 마지막 선물 Last Present                    | Kim Yeong-joon  | Hye-yeong         | Caméo                                                                                            |
| 2009  | The Last Day                  | 해운대 Tidal Wave Haeundae                  | Yoon Je-kyoon   | Kang Yeon-hee     |                                                                                                  |
| 2009  | Closer to Heaven              | 내 사랑 내 곁에                             | Park Jin-pyo    | Lee Ji-soo        |                                                                                                  |
| 2011  | Secteur 7                     | 7광구 Sector 7                              | Kim Ji-hoon     | Cha Hae-joon      |                                                                                                  |
| 2012  | As One                        | 코리아                                      | Moon Hyun-sung  | Hyun Jung-hwa     |                                                                                                  |
| 2014  | The Huntresses                | 조선미녀 삼총사                             | Park Jae-hyun   | Jin-ok            | Adaptation cinématographique en partie de la comédie Charlie's Angels                            |
| 2015  | Chronicle of a Blood Merchant | 허삼관                                      | Ha Jeong-woo    | Heo Ok-ran        | Adaptation cinématographique du roman éponyme de Yu Hua                                          |
| 2017  | Manhunt                       | 追捕                                        | John Woo        | Rain              | Adaptation cinématographique du roman japonais, Kimi yo Funnu no Kawa o Watare de Juko Nishimura |
| 2020  | Pawn                          | 담보                                        | Kang Dae-gyu    | Seung Yi          |                                                                                                  |

### Télévision
| Année     | Série télévisée              | Titre original                          | Réalisateur                     | Rôle | Observations                                                               |
| --------- | ---------------------------- | --------------------------------------- | ------------------------------- | ---- | -------------------------------------------------------------------------- |
| 1996      | Adults Don't Know            | 신세대 보고서 어른들은 몰라요           | Une étudiante                   | KBS2 |                                                                            |
| 1998      | Dragon's Tears               | 용의 눈물                               | Na-in                           | KBS2 |                                                                            |
| 1999      | Dangerous Lullaby            | 위험한 자장가                           | Young-eun                       | KBS2 | Pièce en un acte                                                           |
| 1999      | School 2                     | 학교2                                   | Jang Se-jin                     | KBS2 |                                                                            |
| 2000      | Secret                       | 비밀                                    | Lee Ji-eun                      | MBC  |                                                                            |
| 2001      | Life is Beautiful            | 인생은 아름다워                         | Ryu Hee-jung                    | KBS2 |                                                                            |
| 2002      | Sunshine Hunting             | 햇빛 사냥 Sunshine Hunt Days in the Sun | Park Tae-kyong                  | KBS2 |                                                                            |
| 2003      | Damo                         | 조선 여형사 다모                        | Jang Chae-ok                    | MBC  | Adaptation télévisuelle du manhwa Damo Namsoon de Bang Hak-gi              |
| 2004      | What Happened in Bali        | 발리에서 생긴 일                        | Lee Soo-jung                    | SBS  |                                                                            |
| 2005      | Fashion 70's                 | 패션 70s                                | Elle-même                       | SBS  | Caméo                                                                      |
| 2006      | Hwang Jini                   | 황진이                                  | Hwang Jini                      | KBS  |                                                                            |
| 2010      | Secret Garden                | 시크릿 가든                             | Gil Ra-im                       | SBS  |                                                                            |
| 2012      | The King 2 Hearts            | 더킹 투하츠                             | Kim Hang-ah                     | MBC  |                                                                            |
| 2013-2014 | Impératrice Ki               | 기황후                                  | Impératrice Ki / Ki Seung Nyang | MBC  |                                                                            |
| 2015      | The Time We Were Not in Love | 너를 사랑한 시간                        | Oh Ha-na                        | SBS  | Adaptation télévisuelle de la série télévisée taïwanaise In Time with You. |
| 2017      | Hospital Ship                | 병원선                                  | Song Eun-jae                    | MBC  |                                                                            |
| 2019-2020 | Chocolate                    | 초콜릿                                  | Moon Cha-young                  | JTBC |                                                                            |

## Clips musicaux
| Année | Titre du clip             | Titre original du clip | Artiste       |
| ----- | ------------------------- | ---------------------- | ------------- |
| 1999  | Tragic Love               | 비련                   | Y2K           |
| 2001  | Tears                     | 루                     | Luey          |
| 2001  | Brother                   | 오빠                   | WAX           |
| 2001  | Mother's Diary            | 엄마의 일기            | WAX           |
| 2004  | A Black and White Picture | 흑백사진               | KCM           |
| 2005  | Flower                    | 꽃                     | Lee Soo-young |
| 2008  | Love Story                | 러브스토리             | Rain          |
| 2015  | DADDY                     | 나팔바지               | Psy           |

## Distinctions
Cette section récapitule les principales récompenses et nominations obtenues par Ha Ji-won. Pour une liste plus complète, se référer à l'Internet Movie Database.
| Année | Cérémonie                                                | Pays                       | Résultat | Prix                                                        | Film                                |
| ----- | -------------------------------------------------------- | -------------------------- | -------- | ----------------------------------------------------------- | ----------------------------------- |
| 2000  | 37e Grand Bell Awards                                    | Drapeau de la Corée du Sud | Remporté | Meilleur espoir féminin                                     | Truth Game (2000)                   |
| 2000  | 1re Pusan Film Critics Awards                            | Drapeau de la Corée du Sud | Remporté | Meilleur espoir féminin                                     | Truth Game (2000)                   |
| 2000  | 21e Blue Dragon Film Awards                              | Drapeau de la Corée du Sud | Remporté | Meilleure actrice dans un second rôle                       | Ditto (2000)                        |
| 2000  | MBC Drama Awards                                         | Drapeau de la Corée du Sud | Remporté | Meilleure nouvelle venue (actrice)                          | Secret (2000)                       |
| 2001  | 37e Baeksang Arts Awards                                 | Drapeau de la Corée du Sud | Remporté | Meilleure nouvelle venue (actrice) dans une série télévisée | Secret (2000)                       |
| 2001  | 24e Golden Cinematography Awards                         | Drapeau de la Corée du Sud | Remporté | Prix de popularité                                          | Truth Game (2000)                   |
| 2002  | 23e Blue Dragon Film Awards                              | Drapeau de la Corée du Sud | Proposé  | Meilleure actrice                                           | Phone (2002)                        |
| 2002  | 3e Korea Visual Arts Festival                            | Drapeau de la Corée du Sud | Remporté | Prix photogénique                                           | Sex is Zero (2002)                  |
| 2003  | 39e Baeksang Arts Awards                                 | Drapeau de la Corée du Sud | Remporté | L'actrice la plus populaire dans un film                    | Sex is Zero (2002)                  |
| 2003  | MBC Drama Awards                                         | Drapeau de la Corée du Sud | Remporté | Top prix d'excellence, actrice                              | Damo (2003)                         |
| 2003  | MBC Drama Awards                                         | Drapeau de la Corée du Sud | Remporté | Prix de popularité                                          | Damo (2003)                         |
| 2003  | MBC Drama Awards                                         | Drapeau de la Corée du Sud | Remporté | Meilleur couple (partagé avec Lee Seo-jin)                  | Damo (2003)                         |
| 2004  | 40e Baeksang Arts Awards                                 | Drapeau de la Corée du Sud | Remporté | Meilleure actrice dans une série télévisée                  | What Happened in Bali (2004)        |
| 2004  | SBS Drama Awards                                         | Drapeau de la Corée du Sud | Remporté | Top prix d'excellence, actrice dans un drama spécial        | What Happened in Bali (2004)        |
| 2004  | SBS Drama Awards                                         | Drapeau de la Corée du Sud | Remporté | Top 10 des stars                                            | What Happened in Bali (2004)        |
| 2005  | 26e Blue Dragon Film Awards                              | Drapeau de la Corée du Sud | Remporté | Prix de popularité                                          | Duelist (2005)                      |
| 2006  | KBS Drama Awards                                         | Drapeau de la Corée du Sud | Remporté | Grand prix (Daesang)                                        | Hwang Jini (2006)                   |
| 2006  | KBS Drama Awards                                         | Drapeau de la Corée du Sud | Proposé  | Top prix d'excellence, actrice                              | Hwang Jini (2006)                   |
| 2006  | KBS Drama Awards                                         | Drapeau de la Corée du Sud | Remporté | Prix de popularité des internautes                          | Hwang Jini (2006)                   |
| 2006  | KBS Drama Awards                                         | Drapeau de la Corée du Sud | Remporté | Meilleur couple (partagé avec Jang Geun-suk)                | Hwang Jini (2006)                   |
| 2007  | 34e Korean Broadcasting Awards                           | Drapeau de la Corée du Sud | Remporté | Meilleure actrice                                           | Hwang Jini (2006)                   |
| 2007  | 32e BNT Golden Chest International TV Festival           | Drapeau de la Bulgarie     | Remporté | Meilleure actrice                                           | Hwang Jini (2006)                   |
| 2007  | 43e Baeksang Arts Awards                                 | Drapeau de la Corée du Sud | Proposé  | Meilleure actrice (TV)                                      | Hwang Jini (2006)                   |
| 2007  | 28e Korea Dance Association Seoul Dance Festival         | Drapeau de la Corée du Sud | Remporté | Beautiful Mind Award                                        | Hwang Jini (2006)                   |
| 2008  | Asian Model Festival Awards                              | Drapeau de la Corée du Sud | Remporté | Popular Star Award                                          |                                     |
| 2008  | Korean Popular Culture & Arts Award                      | Drapeau de la Corée du Sud | Remporté | Prix du premier ministre                                    |                                     |
| 2008  | 44e Baeksang Arts Awards                                 | Drapeau de la Corée du Sud | Remporté | Hallyu Popularity Award                                     | BA:BO (2008)                        |
| 2009  | Estée Lauder                                             | Drapeau de la Corée du Sud | Remporté | Prix de la star de l'année                                  |                                     |
| 2009  | 2e Style Icon Asia                                       | Drapeau de la Corée du Sud | Remporté | Actrice de l'année                                          |                                     |
| 2009  | 2e Style Icon Asia                                       | Drapeau de la Corée du Sud | Remporté | Fun Fearless Female                                         |                                     |
| 2009  | 3e Mnet 20's Choice Awards                               | Drapeau de la Corée du Sud | Remporté | HOT Movie Star (Féminin)                                    | The Last Day (2009)                 |
| 2009  | 5e Korean University Films Festival                      | Drapeau de la Corée du Sud | Remporté | Meilleure actrice                                           | The Last Day (2009)                 |
| 2009  | 30e Blue Dragon Film Awards                              | Drapeau de la Corée du Sud | Remporté | Meilleure actrice                                           | Closer to Heaven (2009)             |
| 2009  | 30e Blue Dragon Film Awards                              | Drapeau de la Corée du Sud | Remporté | Prix de popularité                                          | Closer to Heaven (2009)             |
| 2009  | 9e Korea Youth Film Festival                             | Drapeau de la Corée du Sud | Remporté | Actrice de film favorite                                    | Closer to Heaven (2009)             |
| 2010  | 46e Baeksang Arts Awards\|                               | Drapeau de la Corée du Sud | Remporté | Meilleure actrice (Film)                                    | Closer to Heaven (2009)             |
| 2010  | SBS Drama Awards                                         | Drapeau de la Corée du Sud | Remporté | Top Prix d'excellence, actrice dans un drama spécial        | Secret Garden (2010)                |
| 2010  | SBS Drama Awards                                         | Drapeau de la Corée du Sud | Remporté | Top 10 des stars                                            | Secret Garden (2010)                |
| 2010  | SBS Drama Awards                                         | Drapeau de la Corée du Sud | Remporté | Prix de popularité des internautes                          | Secret Garden (2010)                |
| 2010  | SBS Drama Awards                                         | Drapeau de la Corée du Sud | Remporté | Prix du meilleur couple (partagé avec Hyun Bin)             | Secret Garden (2010)                |
| 2011  | 47e Baeksang Arts Awards                                 | Drapeau de la Corée du Sud | Proposé  | Meilleure actrice (TV)                                      | Secret Garden (2010)                |
| 2011  | 6e Seoul International Drama Awards                      | Drapeau de la Corée du Sud | Proposé  | Outstanding Korean Actress                                  | Secret Garden (2010)                |
| 2011  | 4e Korea Drama Awards                                    | Drapeau de la Corée du Sud | Proposé  | Meilleure actrice                                           | Secret Garden (2010)                |
| 2011  | 24e Grimae Awards                                        | Drapeau de la Corée du Sud | Remporté | Meilleure actrice                                           | Secret Garden (2010)                |
| 2012  | 16e Festival international du film fantastique de Puchon | Drapeau de la Corée du Sud | Remporté | Choix du producteur                                         |                                     |
| 2012  | 6e Mnet 20's Choice Awards                               | Drapeau de la Corée du Sud | Proposé  | 20's Actrice de drama                                       | The King 2 Hearts                   |
| 2012  | 7e Seoul International Drama Awards                      | Drapeau de la Corée du Sud | Proposé  | Meilleure actrice                                           | The King 2 Hearts                   |
| 2012  | 7e Seoul International Drama Awards                      | Drapeau de la Corée du Sud | Proposé  | Outstanding Korean Actress                                  | The King 2 Hearts                   |
| 2012  | 1re K-Drama Star Awards                                  | Drapeau de la Corée du Sud | Proposé  | Top Prix d'excellence, actrice                              | The King 2 Hearts                   |
| 2012  | MBC Drama Awards                                         | Drapeau de la Corée du Sud | Proposé  | Top prix d'excellence, actrice dans une mini-série          | The King 2 Hearts                   |
| 2012  | MBC Drama Awards                                         | Drapeau de la Corée du Sud | Proposé  | Prix du meilleur couple (partagé avec Lee Seung-gi)         | The King 2 Hearts                   |
| 2012  | 12e Korea Youth Film Festival                            | Drapeau de la Corée du Sud | Remporté | Actrice de film favorite                                    | As One (2012)                       |
| 2013  | MBC Drama Awards                                         | Drapeau de la Corée du Sud | Remporté | Grand Prix (Daesang)                                        | Empress Ki (2013-2014)              |
| 2013  | MBC Drama Awards                                         | Drapeau de la Corée du Sud | Proposé  | Top Prix d'excellence dans un drama spécial                 | Empress Ki (2013-2014)              |
| 2013  | MBC Drama Awards                                         | Drapeau de la Corée du Sud | Remporté | PD Award                                                    | Empress Ki (2013-2014)              |
| 2013  | MBC Drama Awards                                         | Drapeau de la Corée du Sud | Remporté | Prix de popularité (catégorie actrice)                      | Empress Ki (2013-2014)              |
| 2014  | 9e Seoul International Drama Awards                      | Drapeau de la Corée du Sud | Proposé  | Meilleure actrice                                           | Empress Ki (2013-2014)              |
| 2014  | 3e APAN Star Awards                                      | Drapeau de la Corée du Sud | Proposé  | Top Excellente Actrice dans une série drama                 | Empress Ki (2013-2014)              |
| 2015  | SBS Drama Awards                                         | Drapeau de la Corée du Sud | Proposé  | Top Prix d'excellence, actrice dans une mini-série          | The Time We Were Not in Love (2015) |
| 2015  | SBS Drama Awards                                         | Drapeau de la Corée du Sud | Proposé  | Prix de popularité des internautes                          | The Time We Were Not in Love (2015) |
| 2015  | SBS Drama Awards                                         | Drapeau de la Corée du Sud | Proposé  | Prix du meilleur couple (partagé avec Lee Jin-wook)         | The Time We Were Not in Love (2015) |
| 2016  | 8e Style Icon Asia                                       | Drapeau de la Corée du Sud | Remporté | Style Icon                                                  |                                     |
| 2017  | MBC Drama Awards                                         | Drapeau de la Corée du Sud | Proposé  | Grand Prix (Daesang)                                        | Hospital Ship (2017)                |
| 2017  | MBC Drama Awards                                         | Drapeau de la Corée du Sud | Remporté | Top Prix d'excellence, actrice dans une mini-série          | Hospital Ship (2017)                |
| 2017  | MBC Drama Awards                                         | Drapeau de la Corée du Sud | Proposé  | Prix de popularité, actrice                                 | Hospital Ship (2017)                |

- Pour Secret Garden, elle a eu 3 propositions de récompenses et en a remporté 5.
- Pour The Last Day, elle a eu 0 propositions de récompenses et en a remporté 3.

### Autres reconnaissances
| Année | Cérémonie                                                                          | Pays                       | Prix                                |
| ----- | ---------------------------------------------------------------------------------- | -------------------------- | ----------------------------------- |
| 2007  | Université de Dankook                                                              | Drapeau de la Corée du Sud | Prix d'accomplissement              |
| 2008  | Ministère de la Santé, des Affaires sociales et de la Famille - Family Month Event | Drapeau de la Corée du Sud | Prix du premier ministre            |
| 2011  | 48e Korea Savings Day                                                              | Drapeau de la Corée du Sud | Prix du premier ministre            |
| 2012  | Samsung Sparking Night                                                             | Drapeau de la Corée du Sud | Lady 9 Award (Shining Lady of 2012) |
| 2013  | Ministère de la Santé et des Affaires sociales                                     | Drapeau de la Corée du Sud | Plaque d'appréciation               |